# 薬草枕
薬草枕（やくそうまくら、中: 药枕）とは、薬草（生薬）の入った枕。生薬枕。
中国では古くから用いられている。たとえば晋代の葛洪の著、『肘後備急方』には犀角や青木香（ウマノスズクサ）の枕の言及がある。また、南宋の医師、蒲虔貫の著『保生要録』には薬枕の具体的なレシピが記載されている。明代の李時珍の『本草綱目』でも、緑豆や菊など、様々な生薬の枕処方について言及されている。
日本でもよく知られている物としては、乾燥した菊を入れた菊枕がある。
また、香を入れて用いる枕香炉（匂枕、香枕、伽羅枕）もその一種と言える。これは枕の中に香炉を収納できるようになっており、就寝中に香の匂いを髪に移すために用いられた。